# La Coromina (Vilada)
La Coromina és una masia ubicada al terme municipal de Vilada, al Berguedà que ha estat inventariada al mapa de patrimoni de la Generalitat de Catalunya amb el número IPAC-3725. Té un ús agropecuari i està en bon estat de conservació.

## Situació geogràfica
La Coromina està situat al camí que va de Vilada al Castell de Roset.

## Descripció i característiques
La Coromina és una masia d'estructura clàssica coberta a dues vessants i amb el carener perpendicular a la façana de migdia. Els murs estan fets amb maçoneria irregular i la porta, amb llinda monolítica, ocupa el centre de la masia. Les finestres amb llindes de fusta, són petites i quadrades, i les trobem al segon pis. Sobre la porta central hi ha un gran arc de mig punt adovellat amb la pedra col·locada a plec de llibre.

## Història
La Coromina està situat dins el terme parroquial de Sant Joan de Vilada, a la Vall de Roset, la masia fou construïda a finals del segle xvii o començaments del xviii.